# Europarlamentari del Portogallo della III legislatura
Gli europarlamentari del Portogallo della III legislatura, eletti in occasione delle elezioni europee del 1989, furono i seguenti.

## Composizione storica
| Europarlamentare               | Lista                                                          | Gruppo |
| ------------------------------ | -------------------------------------------------------------- | ------ |
| Rui Amaral                     | Partito Social Democratico                                     | LDR    |
| José Barros Moura              | Coalizione Democratica Unitaria (Partito Comunista Portoghese) | CG     |
| Luis Filipe Pais Beirôco       | Centro Democratico Sociale                                     | PPE    |
| Maria Belo                     | Partito Socialista                                             | SOC    |
| Pedro Manuel Canavarro         | Partito Socialista                                             | SOC    |
| António Capucho                | Partito Social Democratico                                     | LDR    |
| Carlos Carvalhas               | Coalizione Democratica Unitaria (Partito Comunista Portoghese) | CG     |
| José Vicente Carvalho Cardoso  | Centro Democratico Sociale                                     | PPE    |
| António Antero Coimbra Martins | Partito Socialista                                             | SOC    |
| João Cravinho                  | Partito Socialista                                             | SOC    |
| Artur Da Cunha Oliveira        | Partito Socialista                                             | SOC    |
| Vasco Garcia                   | Partito Social Democratico                                     | LDR    |
| Fernando Manuel Santos Gomes   | Partito Socialista                                             | SOC    |
| Francisco António Lucas Pires  | CDS - Partito Popolare                                         | PPE    |
| Luís Marinho                   | Partito Socialista                                             | SOC    |
| António Marques Mendes         | Partito Social Democratico                                     | LDR    |
| José Mendes Bota               | Partito Social Democratico                                     | LDR    |
| Joaquim Miranda                | Coalizione Democratica Unitaria (Partito Comunista Portoghese) | CG     |
| Virgílio Pereira               | Partito Social Democratico                                     | LDR    |
| Carlos Pimenta                 | Partito Social Democratico                                     | LDR    |
| Manuel Porto                   | Partito Social Democratico                                     | LDR    |
| Margarida Salema O. Martins    | Partito Social Democratico                                     | LDR    |
| Maria Amélia Santos            | Coalizione Democratica Unitaria (Partito Ecologista "I Verdi") | GV     |
| José Manuel Torres Couto       | Partito Socialista                                             | SOC    |

## Modifiche intervenute

### Partito Socialista
- In data 25.01.1993 a Fernando Manuel Santos Gomes subentra José Apolinário.

### Partito Social Democratico
- In data 11.01.1994 a Virgílio Pereira subentra Carlos Coelho.

### Coalizione Democratica Unitaria
- In data 22.10.1990 a Carlos Carvalhas subentra Sérgio Ribeiro (Partito Comunista Portoghese).
- In data 19.12.1991 a José Barros Moura subentra Rogério Brito (Partito Comunista Portoghese).
- In data 27.10.1993 a Rogério Brito subentra José Barata Moura (Partito Comunista Portoghese).